# Condado de Ingham
El condado de Ingham (en inglés: Ingham County, Míchigan), fundado en 1829, es uno de los 83 condados del estado estadounidense de Míchigan. En el año 2000 tenía una población de 279.320 habitantes con una densidad poblacional de 193 personas por km². La sede del condado es Mason.

## Geografía
Según la Oficina del Censo, el condado tiene un área total de 1453 km² (561 mi²), de la cual 1448 km² (559,1 mi²) es tierra y 5 km² (1,9 mi²) es agua.

## Condados adyacentes
- Condado de Shiawassee noreste
- Condado de Livingston este
- Condado de Washtenaw sureste
- Condado de Jackson sur
- Condado de Eaton oeste
- Condado de Clinton noroeste

## Demografía
En el 2000 la renta per cápita promedia del condado era de $40 774, y el ingreso promedio para una familia era de $53 063. El ingreso per cápita para el condado era de $21 079. En 2000 los hombres tenían un ingreso per cápita de $40 355 frente a los $30 178 que percibían las mujeres. Alrededor del 14,60% de la población estaba bajo el umbral de pobreza nacional.
| 1900   | 1910   | 1920   | 1930    | 1940    | 1950    | 1960    | 1970    | 1980    | 1990    | 2000    | Est.2009 |
| ------ | ------ | ------ | ------- | ------- | ------- | ------- | ------- | ------- | ------- | ------- | -------- |
| 39.818 | 53.310 | 81.554 | 116.587 | 130.616 | 172.941 | 211.296 | 261.039 | 275.520 | 281.912 | 279.320 | 277.633  |

## Lugares

### Ciudades
- East Lansing
- Lansing (parte)
- Leslie
- Mason
- Williamston

### Villas
- Dansville
- Stockbridge
- Webberville

### Lugares designados por el censo
- Edgemont Park
- Haslett
- Holt
- Okemos

### Comunidades no incorporadas
- Fitchburg

### Municipios
| - Municipio de Alaiedon - Municipio de Aurelius - Municipio de Bunker Hill - Municipio de Delhi Charter | - Municipio de Ingham - Municipio de Lansing Charter - Municipio de Leroy - Municipio de Leslie | - Municipio de Locke - Municipio de Meridian Charter - Municipio de Onondaga - Municipio de Stockbridge | - Municipio de Vevay - Municipio de Wheatfield - Municipio de White Oak - Municipio de Williamstown |